# Moa, Niger
Moa este o comună rurală din departamentul Mirriah, regiunea Zinder, Niger, cu o populație de 18.750 de locuitori (2001).